# Петр Гудев
Петр Тодоров Гудев (болг. Петър Тодоров Гудев) (13 липня 1863 — 8 травня 1932) — болгарський ліберальний політичний діяч, голова уряду країни у 1907–1908 роках.
Очолював уряд після убивства свого попередника Димитра Петкова (Димитр Станчов займав цей пост лише кілька днів).